# Finisterre (España)
Finisterre (en gallego y oficialmente: Fisterra) es un municipio español de la provincia de La Coruña, en Galicia. Pertenece a la comarca de Finisterre. Su nombre deriva del latín finēs terrae, ('los confines de la terra').
Según el INE en 2022 contaba con una población de 4726 habitantes.

## Geografía
Dista a 108 km de La Coruña, 98 de Santiago de Compostela, 13 de Cee y 54 de Muros.
Limita al norte con Cee.
El municipio de Finisterre es una península que a modo de tómbolo penetra en el océano Atlántico, formando el cabo Finisterre. Su relieve es bastante accidentado, el territorio sobre el que se asienta alcanza la máxima altitud en los montes próximos a Cee (Seoane 249 m, San Xoán 247 m, Veladoiro 241 m) y en el Facho (247 m) donde desciende bruscamente hacia el mar configurando un acantilado abrupto. Entre ambos bloques graníticos se extiende el istmo de Langosteira, formado por sedimentos cuaternarios.

### Clima
El régimen termo-pluviométrico es el típico de este sector costero: el clima oceánico. Las temperaturas son suaves (14,8 °C de media) y las precipitaciones oscilan en torno a los 1000 mm. Las nieblas marítimas son muy comunes en el municipio.

## Historia

### Orígenes
Los orígenes de Finisterre se pierden en la oscuridad del tiempo, pero existen datos de su existencia por la singularidad geográfica de este enclave que atrajo la atención de los geógrafos e historiadores grecorromanos, aunque los datos aportados por estos carecen del rigor de la historiografía moderna. Se puede mencionar un párrafo de Lucio Anneo Floro, de finales del s. I, en el que afirma que Décimo Junio Bruto, tras recorrer toda la costa del Océano como vencedor, no regresó hasta contemplar, no sin cierto horror y miedo de cometer un sacrilegio, como el sol se precipitaba en el mar y una llamarada salía de las aguas.[cita requerida] Este espectáculo lo pudo haber visto desde el Monte del Cabo de Finisterre. Según cuenta la tradición, en este monte los romanos encontraron un altar al sol (Ara Solis) construido ahí por los pueblos que habitaron estas tierras antes de la romanización. En este monte se encuentran los restos arqueológicos de Vilar Vello que aún no han sido excavados ni estudiados, así como la ermita de San Guillermo, muy relacionada con la cristianización de unos lugares paganos destinados a los ritos de la fertilidad.

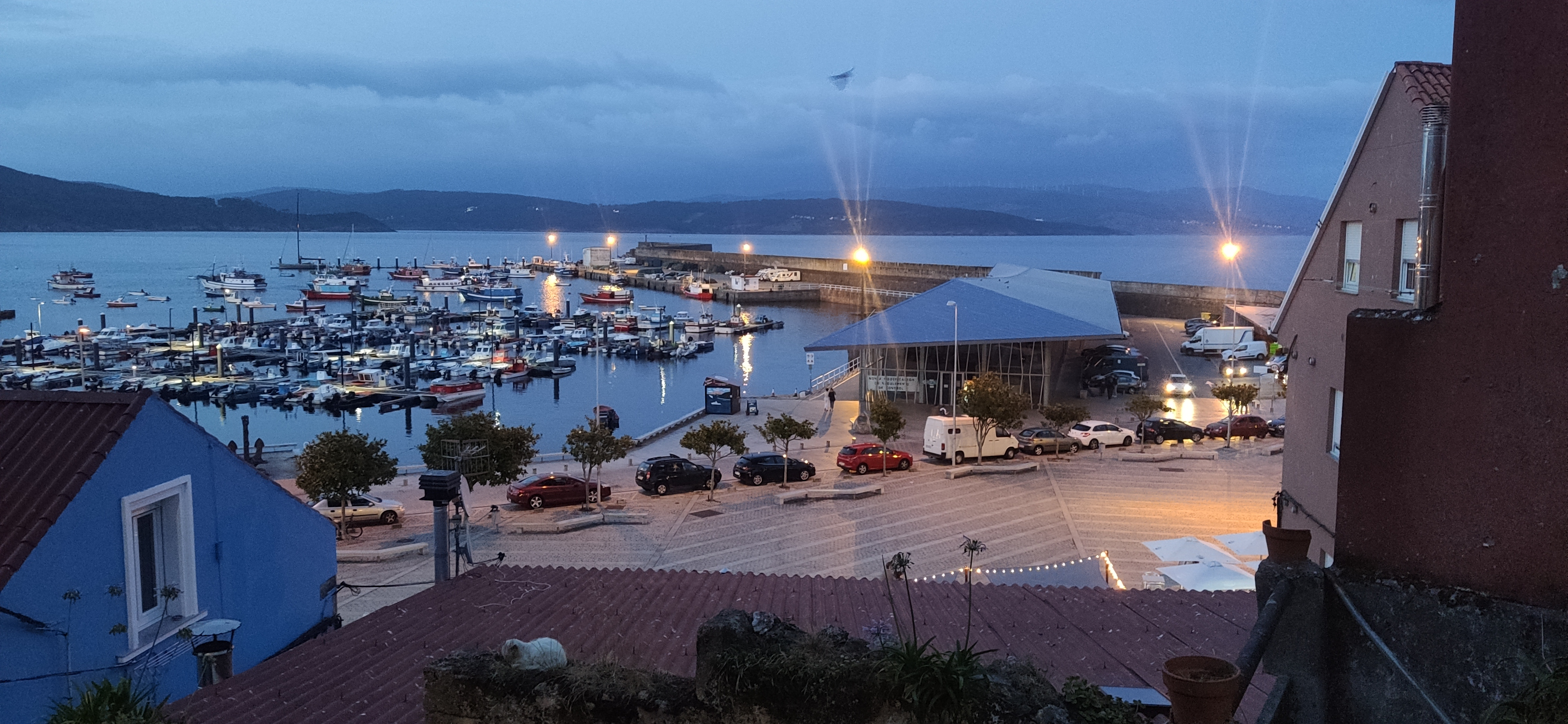
Puerto

### Época romana
De la época romana y mezclados con objetos anteriores a ella se han encontrado en las parroquias de Duyo innumerables restos que dan testimonio de la existencia de una importante población.[cita requerida] La tribu de los nerios habitó estas tierras y es probable que en este valle de Duyo se localizara su principal asentamiento, conocido como la ciudad de Dugium.[cita requerida]

### Camino de Santiago
Relacionado con el Camino de Santiago o Ruta de Santiago y como finalización del mismo se construyó la iglesia de Santa María de las Arenas a finales del siglo XII, lugar donde se encuentra la imagen del Santo Cristo de Finisterre. Talla gótica del siglo XIV y de estilo similar al Santo Cristo de Burgos y de Orense. Frente a la iglesia se encontraba el hospital del peregrino, fundado por el párroco Alonso García en 1469. También es el punto final del GR-1, sendero de Gran Recorrido que discurre entre Ampurias (provincia de Gerona) y Finisterre. Recientemente, excavaciones promovidas por la Consejería de Cultura de la Xunta de Galicia han encontrado importantes yacimientos de origen medieval en la ermita de San Guillermo que demuestran la afluencia de peregrinos, ya desde tiempos medievales.

## Parroquias
Parroquias que forman parte del municipio:
- Duyo (San Martín)[4]
- Finisterre[4]
- San Vicente de Duyo (San Vicente)[4]
- Sardiñeiro (San Xoán)

## Geografía humana

### Demografía
Cuenta con una población de 4704 habitantes (INE 2024).
| Gráfica de evolución demográfica de Finisterre entre 1842 y 2021 |
| |
| Población de derecho según los censos de población del INE Población de hecho según los censos de población del INEEn estos censos se denominaba Finisterre: 1842, 1857, 1860, 1877, 1887, 1897, 1900, 1910, 1920, 1930, 1940, 1950, 1960, 1970 y 1981 |

## Monumentos
- Castillo de San Carlos: Fortificación defensiva mandada construir en época del rey Carlos III de España, siglo XVIII, para defender la costa de los ataques de barcos extranjeros. En 1892 fue vendido por el Estado y adquirido en pública subasta por D. Plácido Castro Rivas el cual era un industrial muy importante en la comarca y natural de esta villa. Años más tarde, su hijo, Plácido Castro del Río, donó, en 1948, al pueblo de Finisterre este inmueble para que en él se hiciera un Museo. Finalmente, la Cofradía de Pescadores de Finisterre y la Consejería de Pesca habilitaron el local para convertirlo en el Museo de la Pesca, el cual fue inaugurado en el 2006. En este Museo se muestra la evolución de la pesca a través del tiempo en cuanto a embarcaciones y aparejos, las costumbres de la gente marinera y los naufragios que se han producido en esta costa. Este, junto con el "Castelo do príncipe (Castillo del príncipe)" y el "Castelo do cardeal (Castillo del cardenal)" son los castillos de la redonda.

- Iglesia de Nuestra Señora de las Arenas: templo de finales del siglo XII (declarada Monumento Histórico-Artístico) la que ha sufrido modificaciones y ampliaciones durante varios siglos. De ahí, que en ella se encuentren los estilos románico, gótico y barroco que corresponden a las distintas intervenciones arquitectónicas de que ha sido objeto. En esta iglesia está la imagen del Santo Cristo de Finisterre: "O Cristo da Barba Dourada" ante el cual se postraban y se postran los miles de peregrinos que llegan a Finisterre para finalizar el Camino de Santiago después de haber visitado la tumba del Apóstol en Santiago de Compostela: quemar las ropas, bañarse en el mar, coger la concha de vieira y retornar a sus lugares de origen como "hombres nuevos" después de la peregrinación. La Fiesta del Santo Cristo es el Domingo de Resurrección, la cual ha sido declarada de interés turístico.

- Capilla del Buen Suceso: Edificación del siglo XVIII situada dentro del casco urbano de la villa, de estilo barroco y dedicada a la Virgen del Buen Suceso.

- Faro de Finisterre: El Faro más importante de esta Costa de la Muerte, pues con su luz guía a los barcos en su navegación por estas aguas peligrosas por los temporales que se producen y los bajos o arrecifes que existen y pueden causar el naufragio de las embarcaciones. El edificio actual es de 1868 y es el lugar más visitado de Galicia después de la catedral de Santiago de Compostela.

- Monumento al Emigrante: Recuerda a los miles de emigrantes de Finisterre y Galicia que se vieron forzados a dejar su tierra en busca de un futuro mejor. De una manera especial está dedicado a los emigrantes en Argentina y en los países de América, así como a los que se encuentran en otros lugares del mundo, tanto a ellos como a sus descendientes. Este monumento es obra del escultor Agustín de la Herrán Matorras y fue realizado a iniciativa del alcalde José Fernando Carrillo Ugarte e inaugurado en 1993.

- Cementerio del Fin de la Tierra: Es una obra del arquitecto César Portela que está todavía sin acabar pero, sin embargo, ya ha recibido numerosos premios de arquitectura.

- Lonja Turística: Es una obra de los arquitectos Juan Creus y Covadonga Carrasco. Es el mercado donde se subasta el pescado que llega de la mar y que permite que los visitantes puedan presenciar cómo se realiza esta primera venta, además de conocer las especies más importantes que capturan por los barcos de bajura de este puerto. Estos pescados y mariscos los pueden degustar luego en los numerosos restaurantes que existen en la villa y que constituyen la principal oferta turística gastronómica. Además, en su interior alberga una exposición sobre la pesca.

## Playas
Siendo el territorio municipal de Finisterre un cabo, este está rodeado de mar y de excelentes playas, unas de mar abierto y fuerte oleaje (apropiadas para la práctica del surf) y otras, al abrigo del cabo, de aguas tranquilas y cristalinas.
- Playa de Langosteira: De casi 3 km de longitud, es la playa más turística del municipio, y sin duda la más visitada de la Costa de la Muerte. Suele recibir la bandera azul, y cuenta con multitud de servicios, paseo marítimo, accesos para minusválidos, una riqueza marisquera y natural de gran importancia (el longueirón), y unas vistas inigualables del pueblo de Finisterre y de la redonda fisterrana.
- Playa de Talón: Desde esta ubicación, los peregrinos observan por primera vez el cabo Finisterre. Es la vista más famosa de la villa, y una playa maravillosa, de aguas cristalinas y tranquilas.
- Playa de Corveiro: Enclavada en el pueblo, a los pies de la iglesia de Nuestra Señora de las Arenas, es un paraíso natural, sobre todo para los amantes del buceo.
- Playa de la Ribeira: Está situada en pleno casco histórico, al lado del puerto y el Castillo de San Carlos. Es una playa de gran belleza, antiguo puerto natural del pueblo, y de cuyos beneficios se aprovecha gran parte de la población de Finisterre.
- Playa de Sardiñeiro: Es la playa del pueblo del mismo nombre, situado al norte del municipio.
- Playa de Mar de Fóra:[15] Una de las más hermosas de la Costa de la Muerte, es la más importante de las playas de costa, de gran peligrosidad y fiereza, ha visto multitud de muertes a lo largo de los siglos. Por lo demás, recientemente se han protegido sus dunas, y un paseo marítimo ha mejorado los accesos. Las vistas del Cabo La Nave (punto más occidental de España peninsular) y de la mística Isla do Centolo la convierten en un lugar de visita y disfrute obligado.
- Playa de Arnela: Pequeña cala enclavada en la costa, donde el 1987 aconteció el naufragio del Casón. Es una playa peligrosa pero de gran belleza y con accesos mejorados desde el año 2002.
- Playa de Rostro: La más grande del municipio, con 3 km de longitud aproximada, es también la más peligrosa y una de las más bellas.

Todas ellas son estupendas para la práctica de los deportes acuáticos como la natación, la pesca deportiva, el surf, el buceo y la vela ligera.

## Fiestas y celebraciones
- Entroido de Finisterre Se celebra desde principios del siglo XX, y se caracteriza porque, además de que las comparsas cantan las tradicionales canciones de entroido, interpretan además elaboradas parodias teatrales que demuestran el espíritu festivo y jocoso de los finisterranos. Además, los textos representados suelen ser bastante groseros e irrespetuosos con la política municipal y estatal, lo cual es parte de la gracia de esta celebración.

- Semana Santa en Finisterre/Fiestas del Santo Cristo Sin duda la fiesta grande de Finisterre.[cita requerida] Es la Semana Santa más importante de Galicia[cita requerida] junto a las de Ferrol y Vivero, pues las tres están declaradas de Interés Turístico Nacional. Se caracteriza porque la mayor parte de los actos son representaciones realizadas por los propios finisterranos de carne y hueso, siguiendo textos de origen inmemorial, algunos de la Edad Media. Los actos más importantes son la representación de la Última Cena y la Oración del huerto (Jueves Santo por la noche) en los alrededores de la iglesia de Nuestra Señora de las Arenas, la procesión del Viacrucis y el Encuentro el Viernes Santo por las calles de la villa, la procesión del Santo Entierro (Viernes Santo por la noche) de gran magnitud y con un enorme despliegue de imágenes y personajes de carne y hueso, y sobre todo la representación de la Resurrección de Cristo de (Domingo de Resurrección), ejemplo medieval de auto religioso cuyo texto se mantiene casi invariable desde el siglo XV o quizás antes. Las festividades atraen cada año a decenas de miles de visitantes, interesados por el valor cultural y religioso de los eventos. Los finisterranos se entregan con pasión a la organización y celebración de su Semana Santa, motivo de orgullo para ellos desde hace siglos. Es curioso, además, que gran parte de los participantes sean gente joven,[cita requerida] algo que contrasta con lo que acontece en otros lugares, donde las celebraciones religiosas quedan relegadas a la gente mayor.

- Festa da praia Se celebra en la playa de Langosteira el último fin de semana de julio. Antaño era un momento de reunión familiar: los finisterranos iban a comer a la playa y se celebraba misa allí. Desde hace unos años, varias asociaciones culturales como Costa da Vida o Son do Ar la han organizado pensado más en la gente joven, con actividades de otro tipo (discotecas móviles, puestos de comida rápida, etc.

- Festa do Longueirón Con casi veinte años de historia, esta fiesta gastronómica, que se ha colocado entre las más importantes de Galicia, sirve para hacer propaganda de la joya culinaria del municipio, el Longueirón de Finisterre, molusco parecido a la navaja y que se recoge en las playas del fin del mundo. En varias casetas situadas en los alrededores de la playa de la Ribeira, los turistas y fisterráns degustan diversas especialidades a base del preciado molusco. La más apreciada es el longueirón a la plancha, con limón y un chorro de vino blanco. Se celebra el primer fin de semana de agosto.

- Festa Folk... na Fin do Camiño Celebrada desde hace diez años por la Asociación Cultural e Xuvenial Anchoa, tiene como objetivo reclamar una mayor atención hacia el hecho de que Finisterre es, desde tiempos inmemoriales, el Fin del Camino de Santiago. Aprovechando el tiempo estival del tercer fin de semana de agosto, la mejor música folk, y la gastronomía de la zona, la fiesta atrae a cientos de personas que disfrutan de una noche inmejorable[cita requerida]. Sin duda es un referente en las fiestas de la comarca y ha contado con la participación de grupos y cantantes como Susana Seivane, Liño do Cuco, Os diplomáticos de Montealto, A compañía do ruido, Ruxe Ruxe, etc.

- Fiestas patronales y de Nuestra Señora del Carmen Se celebra los días 8, 9 y 10 de septiembre, aunque en los últimos años ha habido polémica[cita requerida] sobre si debería cambiarse al mes de agosto para mayor disfrute de los visitantes y los propios finisterranos. La fiesta comienza el primer día con la procesión y ofrenda a la Virgen de las Arenas, patrona de la villa desde que, en la Edad Media, los vikingos invadieran el pueblo, y al intentar decapitar la imagen, se encontraran con que resultaba imposible.[cita requerida] Esto provocó la huida de los normandos y la consagración de la imagen como patrona protectora de la villa. Aún hoy, la imagen original medieval conserva las grietas en el cuello. El segundo día es el grande, dedicado a Nuestra Señora del Carmen, cuya talla es un conjunto escultórico de gran belleza y patetismo, así como de un tamaño enorme. El momento más emotivo es cuando la imagen, en procesión y rodeada de soldados que la custodian y la banda militar, ve el puerto. Entonces, las sirenas de los barcos y la lonja suenan, repican las campanas, explotan fuegos y los costaleros la levantan con energía mientras los aplausos se funden con los vivas a la virgen de nativos y foráneos. Luego se celebra la misa en el puerto y la procesión marítima por el entorno del Cabo de Finisterre. El tercer día se dedica a San Roque, y hay procesión en su honor.

- Fiestas del Buen Suceso Fiesta en honor a Nuestra Señora del Buen Suceso. Se celebran en el entorno de la capilla del Buen Suceso y son celebradas en su honor. Es una pequeña fiesta organizada por un grupo de jóvenes que son los encargados de llevar imagen.

## Galería de Imágenes

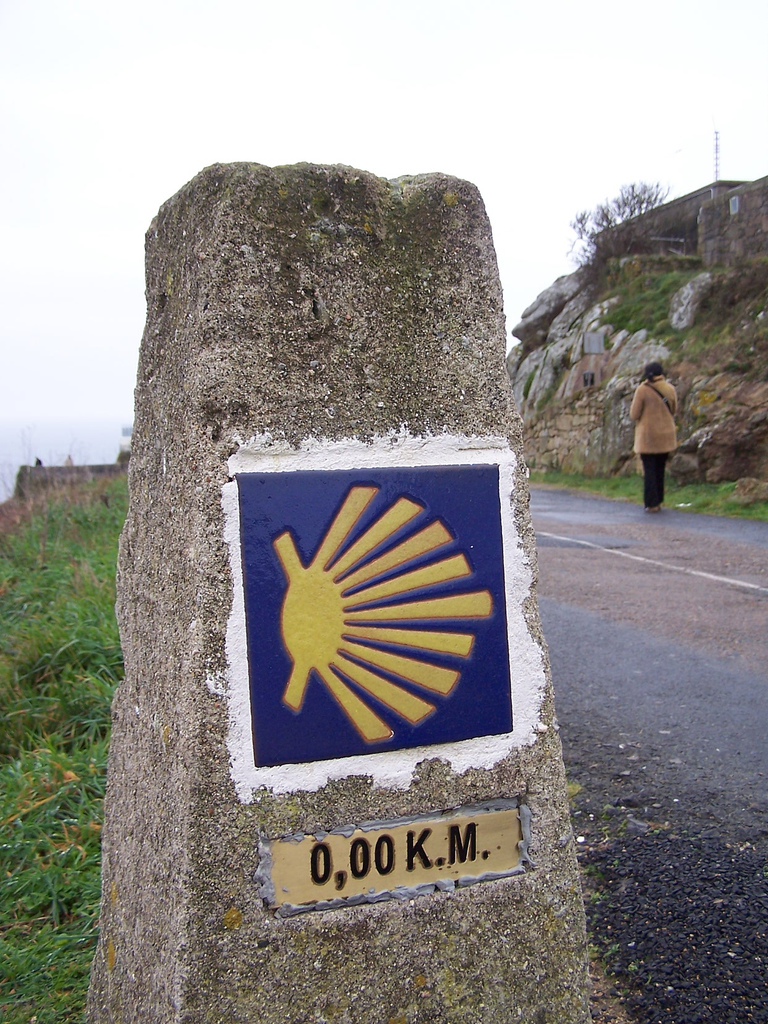
Camino de Santiago, Finisterre.
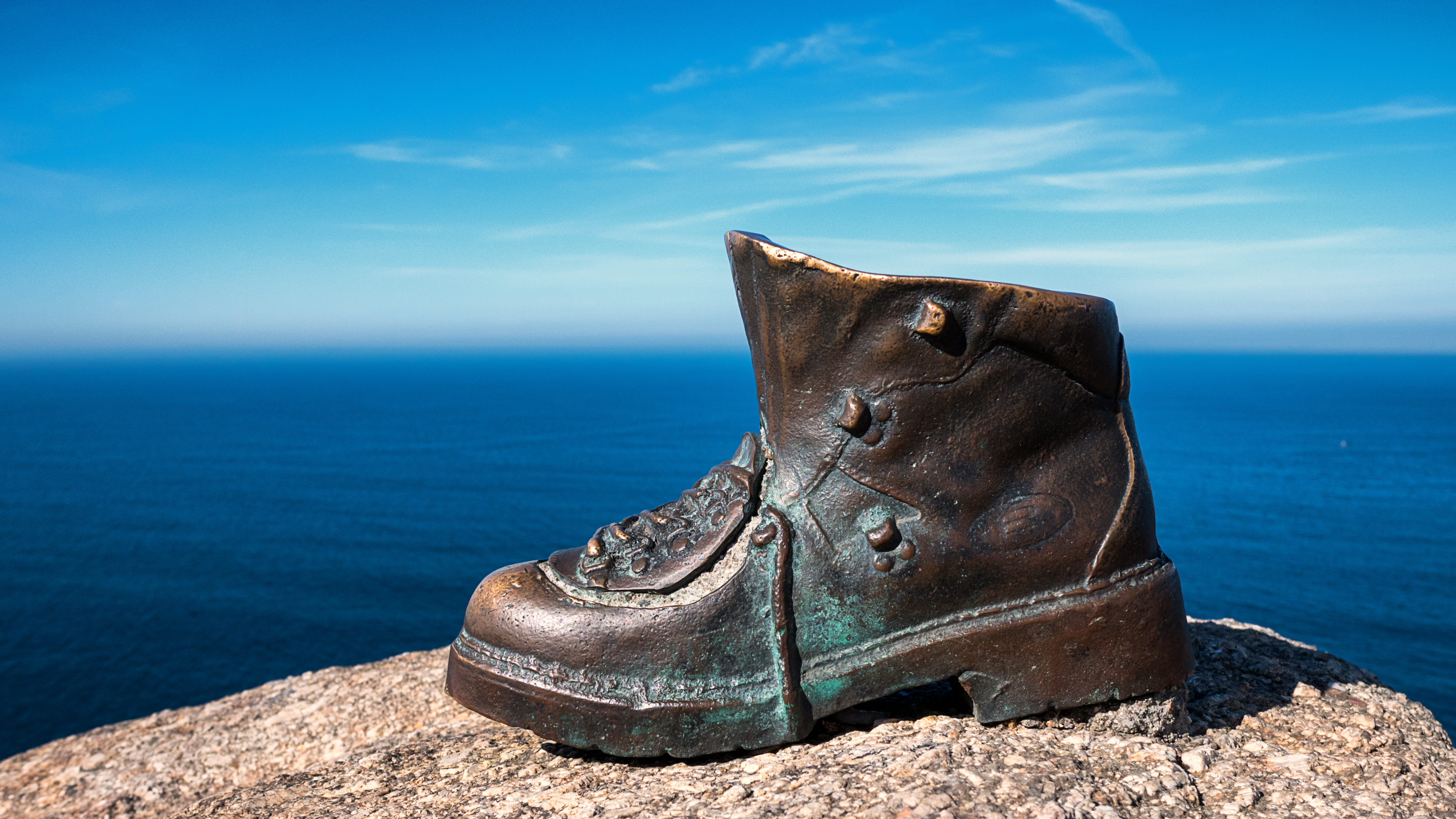
Bota de peregrino.
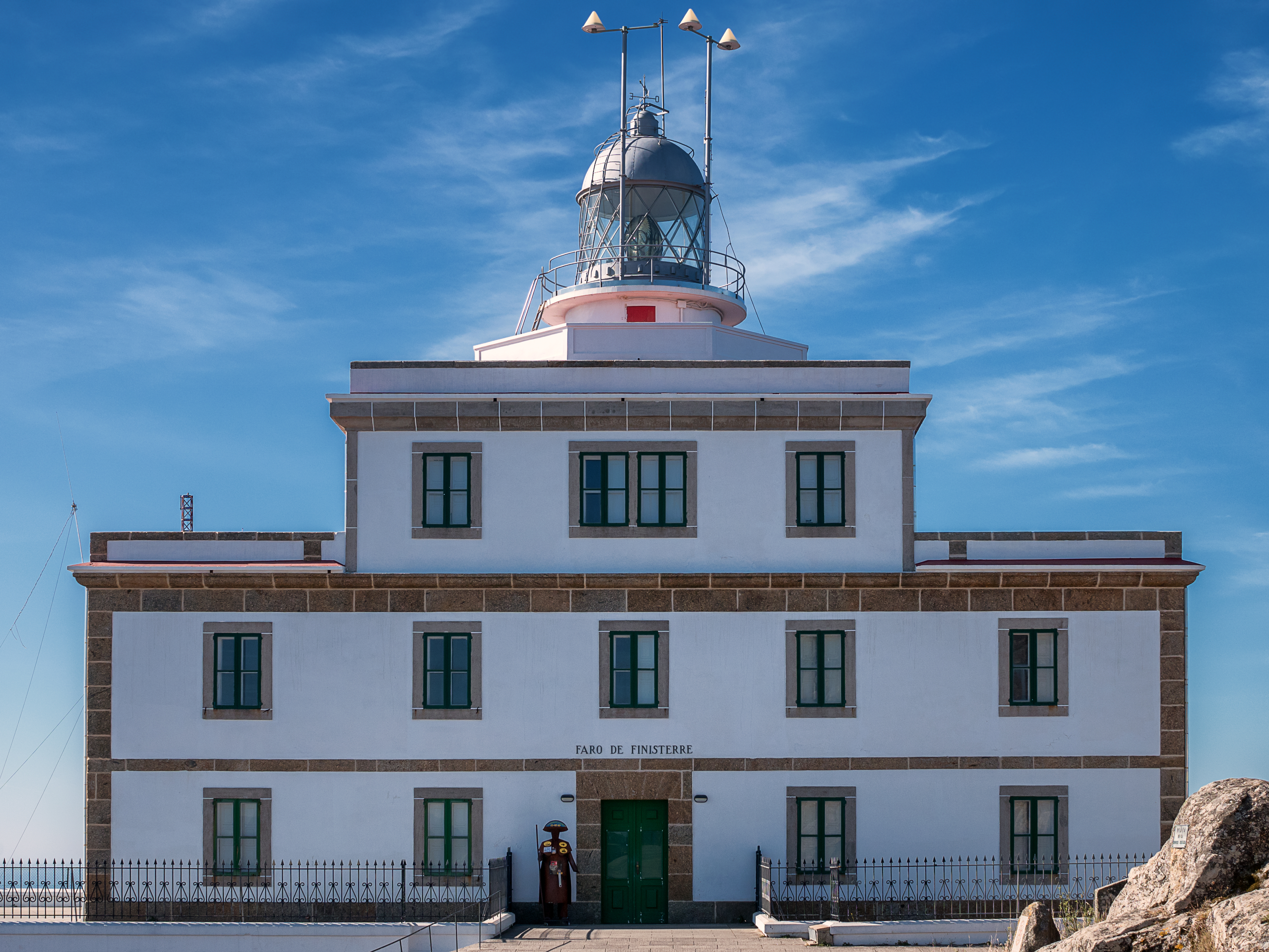
Faro de Finisterre.
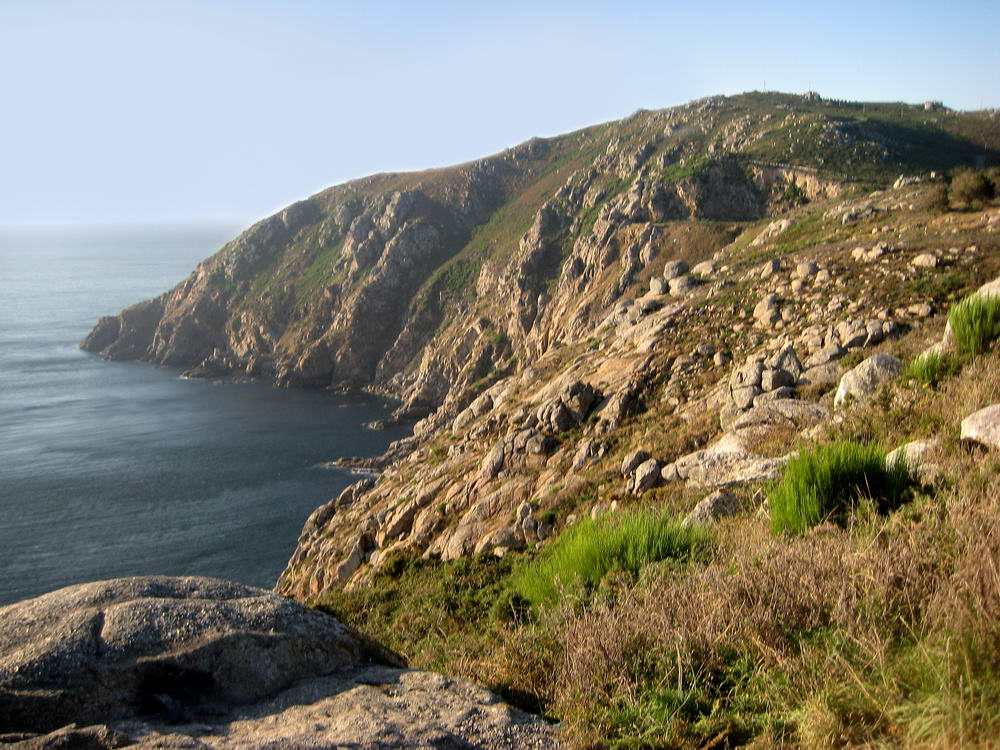
Vista desde el cabo.
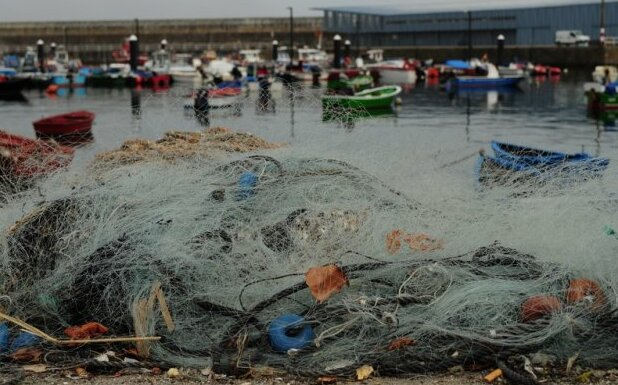
Puerto de Finisterre.
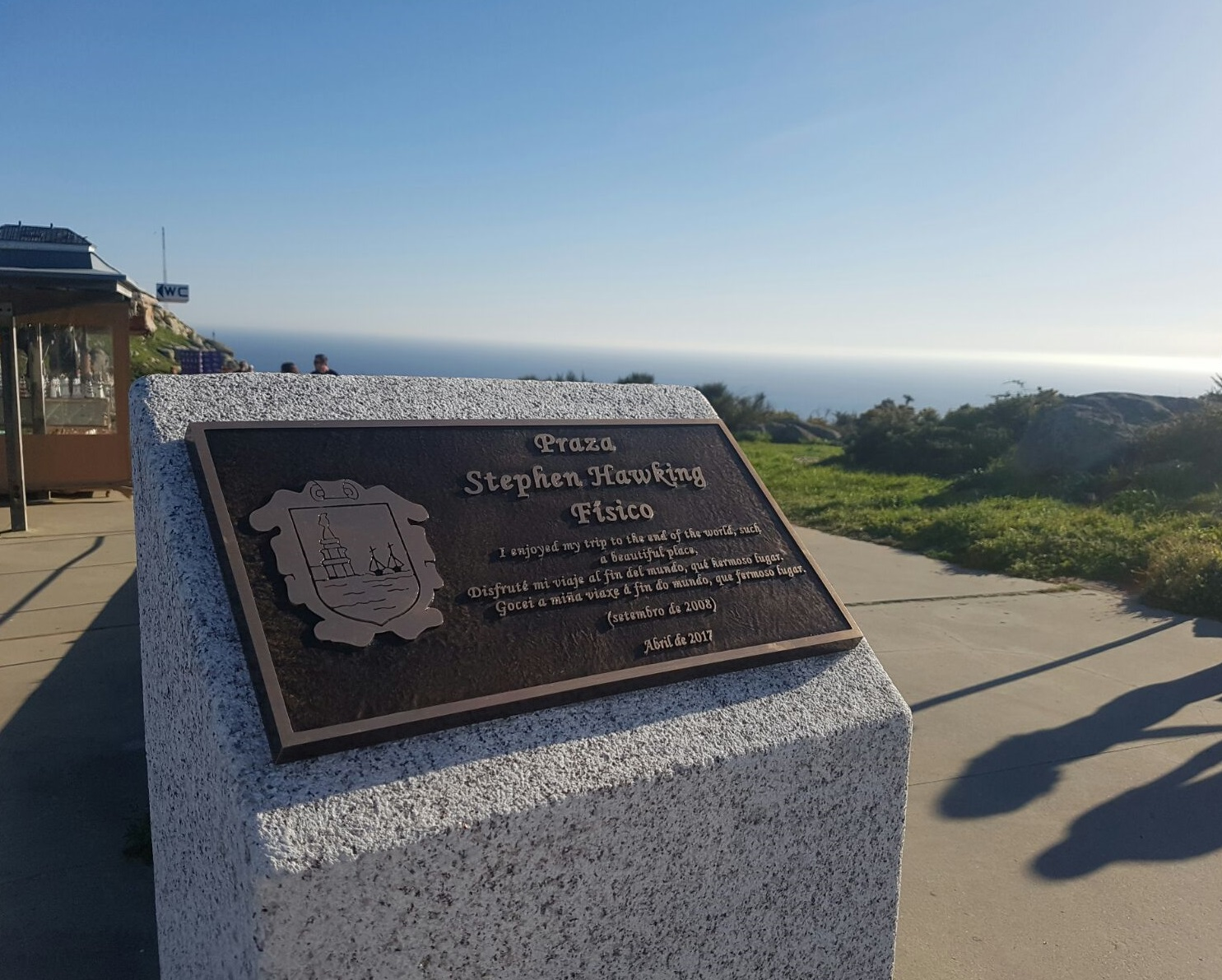
Placa de la plaza Stephen Hawking, cerca del cabo.